# Lothar Debes
Lothar Debes (Eichstätt, 21 giugno 1890 – Bergisch Gladbach, 14 luglio 1960) è stato un generale tedesco delle Waffen-SS durante la seconda guerra mondiale, ha comandato la 6. SS-Gebirgs-Division "Nord" e la 10. SS-Panzer-Division "Frundsberg".

## Biografia
Lothar Debes ha combattuto durante la prima guerra mondiale inquadrato nella direzione militare centrale delle ferrovie tedesche sul fronte occidentale. In seguito è stato trasferito nel 25º battaglione genieri e poi di nuovo nella 5ª  Compagnia. Il 24 giugno 1916 fu gravemente ferito durante un combattimento. In seguito dal 27 settembre 1916 ha servito come aiutante e vice primo ufficiale dello stato maggiore dell'XVIII Corpo d'armata. In seguito ha prestato servizio nella 223ª Divisione di fanteria. Per i suoi meriti sul campo di battaglia fu decorato con entrambe le croci di ferro di I e II Classe.
Dopo l'armistizio del 17 novembre 1918 fu nominato membro della commissione per i negoziati con la Francia. Dal 1919 ha lavorato in un negozio di anelli, dopo il trattato di versailles si è dimesso volontariamente dall'esercito. Dopo la guerra ha studiato e ha lavorato come commerciante a Colonia. Dal 1920 al 1925 ha lavorato nella direzione di una grande azienda. Dal 1925 al 1929 è stato a capo di un piccolo magazzino, e dal 1929 al 1937 ha lavorato come dipendente in un'altra azienda. Durante quegli anni si è avvicinato sempre di più agli ambienti di estrema destra. Il 1º maggio 1930 si è iscritto al Partito Nazionalsocialista Tedesco dei Lavoratori con la tessera n°240110, e nel 1937 è entrato nelle SS con la tessera n.278 963. Ha iniziato la sua militanza nelle SS con il grado di Sturmbannführer (Maggiore). Per qualche tempo ha prestato servizio nella guarnigione di Colonia. Dal 1937 ha lavorato come istruttore nella scuola per cadetti SS "Braunschweig".
il 1º gennaio 1940 è stato nominato comandante della scuola "Braunschweig". Dal 1º gennaio 1942 ha prestato servizio sul fronte orientale come comandante della 2ª Brigata di fanteria delle SS. Dal 22 febbraio 1942 è stato comandante del 9º Reggimento di fanteria SS "Thule". Dal 10 agosto 1942 al 15 febbraio 1943 è stato comandante della SS-Junkerschule di Bad Tölz. Contemporaneamente durante questo periodo dal 6 al 25 gennaio 1943 ha studiato nei corsi per comandanti di reggimento delle truppe mobili a Wünsdorf. Dal 15 febbraio al 12 novembre 1943 è stato comandante della 10. SS-Panzer-Division "Frundsberg" a quei tempi conosciuta come 10ª Divisione SS-Panzer "Carlo Magno". Dal 15 gennaio 1944 al 14 giugno 1944 ha comandato la 6. SS-Gebirgs-Division "Nord".
Dal 15 giugno al 21 giugno 1944 è stato comandante delle SS a Cracovia in Polonia. Successivamente è stato nominato comandante delle SS in Italia posizione che ha mantenuto fino al maggio 1945.